# Trnovec Bartolovečki
Trnovec Bartolovečki je općina u Hrvatskoj.

## Općinska naselja
Općina Trnovec Bartolovečki obuhvaća šest naselja. (Bartolovec, Trnovec Bartolovečki, Šemovec, Štefanec, Zamlaka i Žabnik.)

## Stanovništvo
| broj stanovnika | 1935  | 2184  | 2386  | 2916  | 3114  | 3466  | 3663  | 4268  | 4997  | 5133  | 5299  | 5765  | 6129  | 6474  | 6852  | 6884  | 6145  |
|                 | 1857. | 1869. | 1880. | 1890. | 1900. | 1910. | 1921. | 1931. | 1948. | 1953. | 1961. | 1971. | 1981. | 1991. | 2001. | 2011. | 2021. |

## Povijest
Trnovec se, prema dokumentima nađenim u Državnom arhivu u Varaždinu, prvi put spominje 1471. godine u listini koja regulira posjede zagrebačkog i čazmanskog kaptola. Tarnowc, Tarnovec, Tarnowec i još neki nazivi se spominju u raznim listinama. Posjed Trnovec je kroz povijest mijenjao svoje vlasnike. Vlasnici su bili Zagrebački kaptol, hrvatski kraljevi i veliki varaždinski župani. Posljednji vlasnik je bio veliki varaždinski župan grof Erdödy.
Općina Trnovec Bartolovečki osnovana je kao zasebna teritorijalna jedinica i jedinica lokalne samouprave 1992. godine, u skladu sa Zakonom o područjima županija, gradova i općina u Republici Hrvatskoj. Prvi izbori za članove Općinskog vijeća održani su 7. veljače 1993. godine. Dana 17. travnja 1993. godine održana je 1. konstituirajuća sjednica Općinskog vijeća.

## Gospodarstvo
Na području općine nalazi se Slobodna zona Varaždin – najveće proizvodne, izvozno orijentirane green-field investicije u Hrvatskoj koja je s radom počela 2005. godine. Godišnji izvoz korisnika Slobodne zone do kraja bi ulagačkog ciklusa trebao premašiti 500 milijuna eura. Slobodna zona Varaždin d.o.o. posluje na području površine 544.283 m2, a koje je od 2010. godine u cijelosti zauzeto. Slobodna zona Varaždin u potpunosti je infrastrukturno opremljena. U njoj je danas zaposleno gotovo 3000 ljudi a 92.3% proizvoda se izvozi 3.

## Poznate osobe
- Roberto Punčec, hrvatski nogometni reprezentativac u mladim kategorijama[4]
- Davor Vugrinec, hrvatski nogometni reprezentativac

## Spomenici i znamenitosti
Tradicionalan kolač ovog kraja pod nazivom prosta trnovečka makovnjača zaštićen je jamstvenim žigom. U sklopu Ljeta u Trnovcu 2013. godine pripremljena je makovnjača dugačka 150 m.
Na području općine nalaze se dvije župne crkve. Blizu središta naselja Bartolovec nalazi se Župna crkva Svetog Bartola. U Trnovcu se nalazi nova Župna crkva Majke Božje Snježne dovršena 2008. godine.
Na području naselja Šemovec tijekom 2. Svjetskog rata odvijala se Šemovečke bitka koja je imala za cilj oslobađanje Ludbrega i u kojoj je stradalo sedamdesetak boraca. U spomen na žrtve u Šemovcu se nalazi spomenik.

## Obrazovanje
- Osnovna škola Trnovec
- Osnovna škola Šemovec

Osnovna škola Šemovec smještena je u istoimenom naselju, a djelovanjem obuhvaća učenike iz sljedećih naselja: Bartolovec, Šemovec, Štefanec, Zamlaka i Žabnik.
Škola je osnovana 25. listopada 1926. godine kao Državna osnovna škola, a 1956. godine prerasta u cjelovitu osmogodišnju školu. U razdoblju od 1957. do 1977. godine škola je imala i područni odjel u Bartolovcu.

## Kultura
- Kulturno umjetničko društvo "MAK" Trnovec (www.kud-mak.hr)
- Udruga žena Trnovečko srce

## Šport
- NK Trnje Trnovec
- RK Trnovec
- NK Mladost Šemovec
- NK Drava Štefanec
- STK MGK Drava Žabnik
- Judo klub Mihovil Šemovec
- KK Trnovec

## Vanjske poveznice
- Stranice općine
- Stranice Osnovne škole Šemovec  Arhivirana inačica izvorne stranice od 23. ožujka 2014. (Wayback Machine)